# Vasselsjön, Dalarna
Vasselsjön är en sjö i Ludvika kommun och Smedjebackens kommun i Dalarna och ingår i Norrströms huvudavrinningsområde. Sjön har en area på 0,432 kvadratkilometer och ligger 233,1 meter över havet. Sjön avvattnas av vattendraget Haggeån (Snöån).

## Delavrinningsområde
Vasselsjön ingår i det delavrinningsområde (665768-146207) som SMHI kallar för Inloppet i Snösjön. Medelhöjden är 275 meter över havet och ytan är 26,97 kvadratkilometer. Räknas de 4 avrinningsområdena uppströms in blir den ackumulerade arean 60,03 kvadratkilometer. Haggeån (Snöån) som avvattnar avrinningsområdet har biflödesordning 4, vilket innebär att vattnet flödar genom totalt 4 vattendrag innan det når havet efter 261 kilometer. Avrinningsområdet består mestadels av skog (88 procent). Avrinningsområdet har 0,62 kvadratkilometer vattenytor vilket ger det en sjöprocent på 2,3 procent.